# Fitzhugh Lee
Fitzhugh Lee, född 19 november 1835 i Fairfax County, Virginia, död 28 april 1905 i Washington, D.C., var en amerikansk diplomat, politiker (demokrat), general i det konfedererade kavalleriet i amerikanska inbördeskriget och general i USA:s armé i spansk-amerikanska kriget. Han var Virginias guvernör 1886–1890. Han var sonson till guvernör Henry Lee III och brorson till general Robert E. Lee.
Lee utexaminerades 1856 från United States Military Academy. Han undervisade där i kavalleritaktik mellan 1860 och 1861. Han avgick från sin lärarbefattning och från USA:s armé den 16 maj 1861 för att tillträda i Amerikas konfedererade staters tjänst. Som konfedererad officer avancerade Lee till generalmajor. Han blev befordrad år 1863 efter slaget vid Chancellorsville där han hade utmärkt sig. I september 1864 sårades Lee och återvände till krigstjänst efter att ha återhämtat sig i fyra månader. Den 11 april 1865 kapitulerade han och tillbringade en kort period i nordstaternas fångenskap. Efter kriget var han verksam som jordbrukare och skrev också flera böcker.
Lee tillträdde 1886 som guvernör efter en knapp seger i guvernörsvalet 1885. Inga betydande reformer genomfördes under Lees mandatperiod som guvernör. Den viktigaste frågan för Lee som guvernör var Virginias skulder från inbördeskrigets tid. Efter att hans egna försök att lösa problemet misslyckades, tillsatte han en kommission för att utreda saken som till sist kom fram med ett förslag som kunde godkännas. Lee lämnade guvernörsämbetet den 1 januari 1890 och gick i näringslivets tjänst. År 1893 utkom hans biografi över farbrodern Robert E. Lee.
President Grover Cleveland utnämnde 1896 Lee till USA:s generalkonsul i Havanna. Han fick stanna kvar i Havanna efter att William McKinley blev president år 1897. Spansk-amerikanska kriget bröt ut år 1898 och Lee återvände till USA där han fick tjänst som generalmajor i USA:s armé. Lees enhet deltog inte i striderna utan tränade i Jacksonville. Först i januari 1899 anlände Lee och hans trupper i Havanna för att säkerställa ordningen i staden. Lee pensionerades från armén den 2 mars 1901.